# Stričići
Stričići so naselje v mestu Banjaluka, Bosna in Hercegovina. 

## Deli naselja
Čeprkala, Dulići, Đukići, Đurđevići, Gromilići, Kočići, Krivokuće, Majkići, Pajići in Stričići.  

## Prebivalstvo
| Pregled števila prebivalcev po letih | Pregled števila prebivalcev po letih | Pregled števila prebivalcev po letih | Pregled števila prebivalcev po letih | Pregled števila prebivalcev po letih | Pregled števila prebivalcev po letih |
| ------------------------------------ | ------------------------------------ | ------------------------------------ | ------------------------------------ | ------------------------------------ | ------------------------------------ |
| 1948                                 | 1953                                 | 1961                                 | 1971                                 | 1981                                 | 1991                                 |
| -                                    | -                                    | 741                                  | 747                                  | 648                                  | 464                                  |

| Narodna sestava prebivalstva po letih                                                                                       | Narodna sestava prebivalstva po letih                                                                                       | Narodna sestava prebivalstva po letih                                                                                      |
| --- | --- | --- |
| 1971 | 1981 | 1991 |
| . skupaj: 747 Srbi 728 (97,45 %) Hrvati 1 (0,13 %) Muslimani 0 (0,00 %) Jugoslovani 11 (1,47 %) drugi in neznano 7 (0,93 %) | . skupaj: 648 Srbi 586 (90,43 %) Hrvati 0 (0,00 %) Muslimani 0 (0,00 %) Jugoslovani 59 (9,10 %) drugi in neznano 3 (0,46 %) | . skupaj: 464 Srbi 458 (98,70 %) Hrvati 0 (0,00 %) Muslimani 0 (0,00 %) Jugoslovani 6 (1,29 %) drugi in neznano 0 (0,00 %) |